# Spaske, Melitopol
Spaske (în ucraineană Спаське) este un sat în comuna Terpinnea din raionul Melitopol, regiunea Zaporijjea, Ucraina.

## Demografie
Componența lingvistică a localității Spaske
     Rusă (92,11%)
     Ucraineană (7,04%)
     Alte limbi (0,85%)
Conform recensământului din 2001, majoritatea populației localității Spaske era vorbitoare de rusă (92,11%), existând în minoritate și vorbitori de ucraineană (7,04%).